# أولاد دحو (الغوالم)
أولاد دحو هي إحدى مشيخات المملكة المغربية، تتبع جغرافيا لإقليم الخميسات وإداريًا لالغوالم. يقدر عدد سكانها بـ 1892 نسمة حسب الإحصاء الرسمي للسكان والسكنى لسنة 2004.